# Reflector de senyals

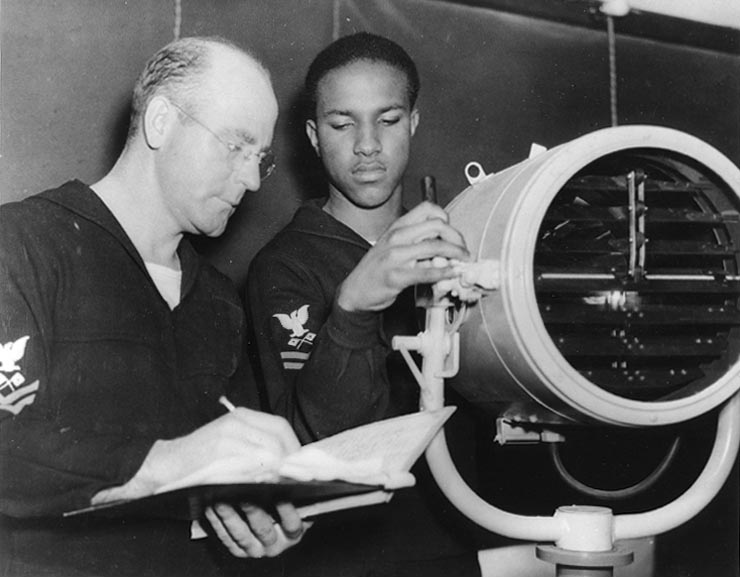
Reflector de senyals utilitzat durant la segona Guerra mundial.

Un  reflector de senyals, projector de senyals o també anomenat llum d'Aldis, és un dispositiu que lliura un senyal visual (comunicació òptica) generalment utilitzant codi Morse. És en essència una làmpada dins d'un reflector parabòlic que pot generar un impuls lluminós. El seu nom és degut al seu inventor Arthur C.W. Aldis.
Aquest impuls és generat en obrir i tancar unes comportes muntades a la part frontal del reflector, ja sigui a través d'un interruptor de pressió d'accionament manual o, en versions posteriors, de forma automàtica. Els llums en general compten amb algun tipus de mira telescòpica, i van ser comunament utilitzats en els vaixells de guerra i en les torres de control dels aeroports. Tenien l'avantatge que són més difícils d'interferir, ja que es propaguen en línia recta.

## Ús a l'armada

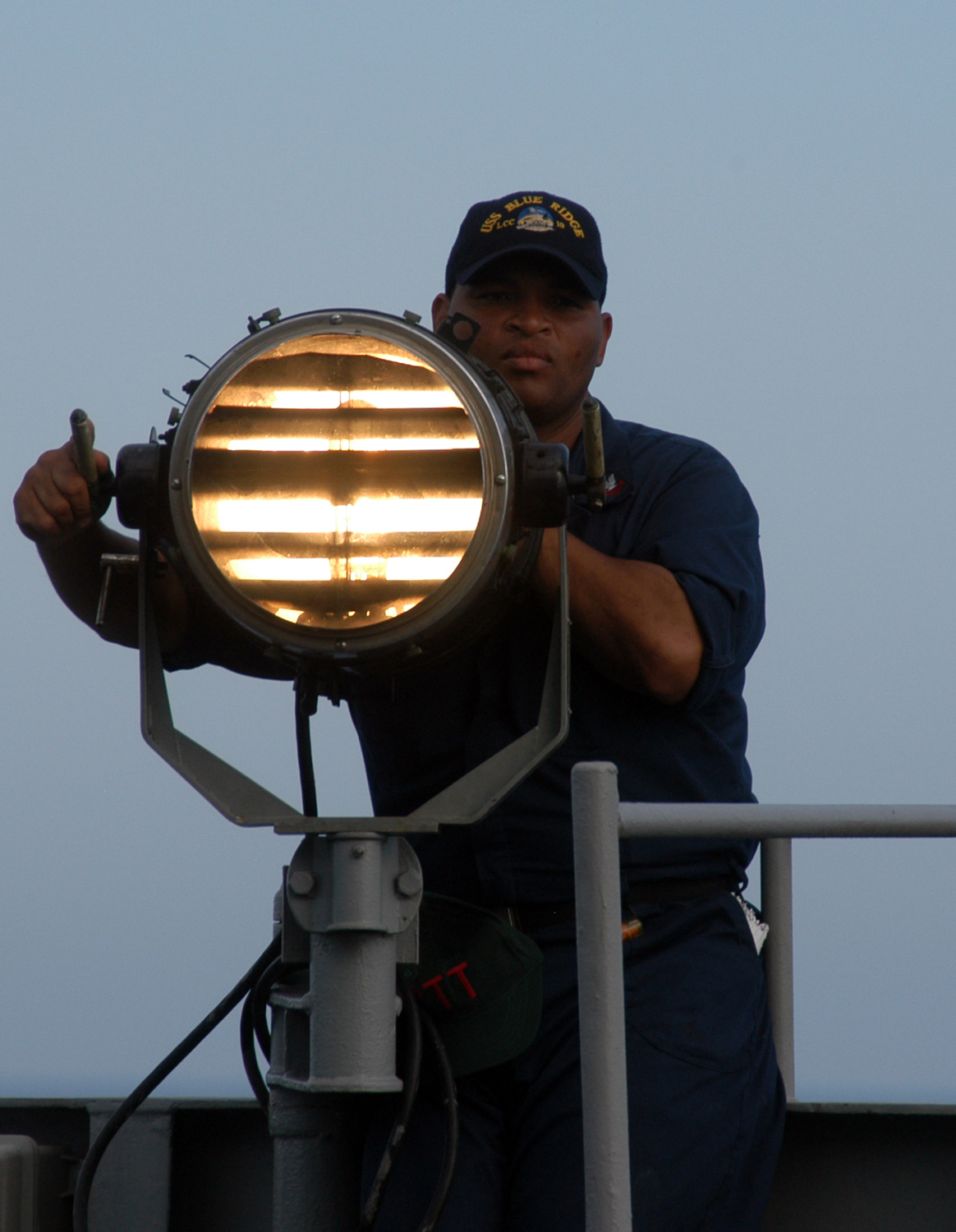
Marí de l'armada nord-americana enviant senyals de codi Morse a través d'un reflector de senyals.

El pioner a utilitzar el projector d'Aldis va ser la Marina Reial Britànica a la fi del segle xix, i encara avui es continua utilitzant en els vaixells de guerra. Proveeixen una comunicació segura durant els períodes de silenci de ràdio i altres, i van ser particularment utilitzats pels operatius dels combois durant la batalla de l'Atlàntic.
N'hi ha de diversos tipus. Alguns van ser muntats sobre el pal dels vaixells, algunes versions petites ('El llum d'Aldis') i altres més poderoses van ser muntades sobre pedestals. Els reflectors més grans utilitzaven una làmpada de carbó amb un diàmetre de 20 polzades (50 cm) com la seva font de llum. Podien ser utilitzats per enviar senyals a l'horitzó, fins i tot en condicions de sol brillant. Encara que originalment es va pensar que només era possible comunicar-se per una línia de visió, en la pràctica és possible il·luminar núvols, fet que permet la comunicació més enllà de l'horitzó. La velocitat màxima de transmissió possible mitjançant l'ús de llums és de 14 paraules per minut.
La idea d'il·luminar intermitentment punts i ratlles amb un projector va ser primerament posada en practica pel capità, i més tard vicealmirall, Philip Colomb l'any 1867. El seu codi original, que l'armada va utilitzar durant set anys, no era idèntic al codi Morse, però el codi Morse va ser finalment adoptat amb l'addició d'alguns senyals extres. Els llums intermitents van ser la segona generació de senyalització en l'Armada Reial, després de la famosa bandera de senyals utilitzada per difondre la reunió abans de la batalla de Trafalgar.
La Marina Real i de l'OTAN utilitzen llums de senyals quan les comunicacions per ràdio han d'estar en silenci o electrònicament "apagades". A més, donada la prevalença de l'equip de visió nocturna a les forces armades actuals, la senyalització a la nit es fa generalment amb llums que funcionen en l'espectre infraroig (IR), que els fa menys fàcils de detectar. Totes les forces modernes han seguit aquest exemple per raó dels avenços tecnològics en les comunicacions digitals.

## Ús en el control de tràfic aeri
En les torres de control de trànsit aeri, els llums de senyals s'utilitzen encara avui dia com un dispositiu de còpia de seguretat en cas d'una fallada complet de la ràdio de l'aeronau. Els senyals poden ser de llum vermella, verda o blanca, i constants o intermitents. Els missatges es limiten a unes poques instruccions bàsiques (per exemple, "terra", "aturar", etc.) i no estan destinats a ser utilitzats per transmetre missatges en codi Morse. Les aeronaus poden reconèixer els senyals de balanceig de les seves ales o parpellejar les llums d'aterratge.

## En la cultura popular
- 1970:  Monty Python's Flying Circus  temporada 2 episodi #15 en presentar el curt " Julius Caesar sobre un llum d'Aldis ".
- 2009: In  Gake no ue no Ponyo , un reconegut títol d'anime realitzat per l'estudi Ghibli, el protagonista a la riba és vist conversant amb el seu pare en un vaixell, transmetent la conversa mitjançant un reflector senyals emprant el codi Morse.